# 1509 Esclangona
1509 Esclangona là một tiểu hành tinh bên trong vành đai chính được phát hiện ngày 21 tháng 12 năm 1938 bởi André Patry ở Nice, Pháp. Nó là thành viên trong nhóm Hungaria. Tên ban đầu của nó là 1938 YG. Nó có đường kính 12 km. Nó được đặt theo tên Ernest Esclangon, nhà thiên văn học Pháp.